# Fjodor Otsep
Fjodor Otsep (russisk: Фёдор Алекса́ндрович О́цеп) (født 9. februar 1895 i Moskva i det Russiske Kejserrige, død 20. juni 1949 i Beverly Hills i USA) var en sovjetisk filminstruktør og manuskriptforfatter.

## Filmografi
- Miss Mend (Мисс Менд, 1926)
- Det gule pas (Земля в плену, 1927)[1]
- Det levende Lig (Живой труп, 1929)[2][3]